# 劉景發（新加坡）
劉景發 (新加坡) 有限公司，簡稱劉景發 (新加坡)（英語：Low Keng Huat (Singapore) Limited，SGX：F1E），在1969年由劉景發（董事長）、劉景文（總裁）等兄弟組成專門在新加坡、馬來西亞等經營建築、飲料、酒店以及房地產業務。
該股份在1992年3月9日於新加坡交易所主板上市。總部位於80 Marine Parade Road #18-05/09 Parkway Parade Singapore 449269。

## 連結
- LKHS.com.sg （页面存档备份，存于）